# Zanclea testudinea
Zanclea testudinea là một loài bọ cánh cứng trong họ Zopheridae. Loài này được Pascoe miêu tả khoa học năm 1863.